# Sukadekoek

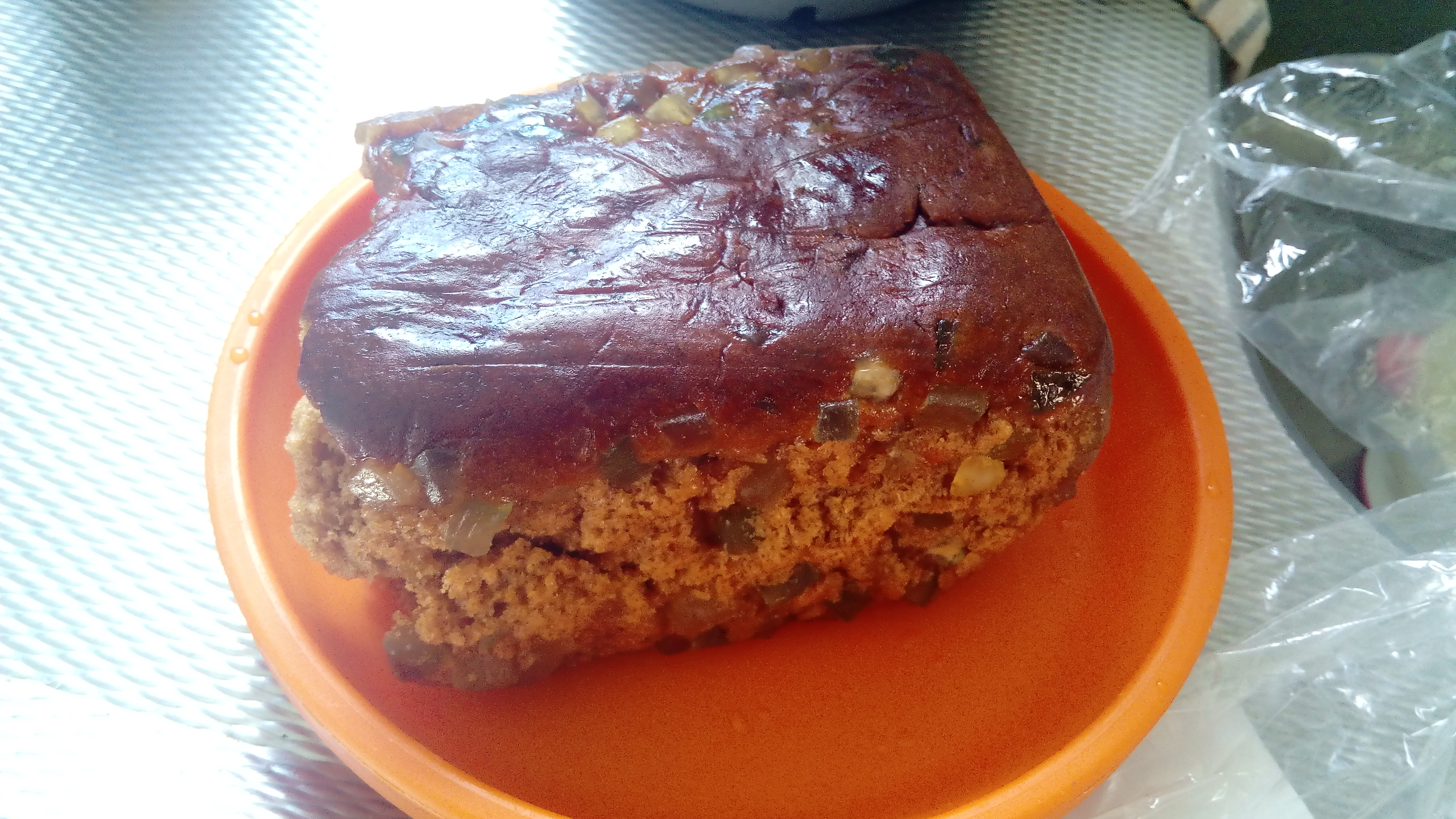
Sukadekoek

Sukadekoek is, zoals de naam al zegt, een koek gemaakt met sukade. De koek van roggemeel, stroop en een kruidenmengsel wordt traditioneel in en om de stad Groningen gebakken. De koek wordt vaak gezien als een variant op de Groninger koek.
Stukjes sukade worden door het deeg gemengd. De koek wordt in lange bakvormen (oplopend tot ongeveer 2,5 meter) gebakken en daarna in brede repen (ongeveer 8 cm) gesneden. De uiteinden van het baksel worden losgesneden en verkocht als kantkoek.